# Memoria Urbana
Memoria Urbana (лат. «Городская память») – это городская скульптура, созданная испанским автором Хуаном Гараисабалем (англ. Juan Garaizabal) и расположенная в центре берлинской площади Вифлеемской кирхи (нем. Böhmische Kirche, Bethlehemskirche), в районе Митте. Скульптура была возведена в июне 2012 года на месте мозаики, обозначающей точное место, на котором находилась исчезнувшая Вифлеемская кирха, и очерчивающая её изначальные размеры.  При возведении конструкции было использовано 800 метров (2.600 линейных футов) стальных труб и 300 метров  (984 линейных фута) системы иллюминации LED. 
Скульптура в точности повторяет в воздухе контур Вифлеемской кирхи. Ночью линии подсветки подчеркивают некоторые её участки, по которым ранее проходил свет. Её точные размеры: 25 метров (с запада на восток), 15 метров (с севера на юг) и 31 метр  в высоту (82x49x101 футов). Весит она 40 тонн (44 американских тонны).
Изначально планировалось установить скульптуру временно, примерно на 4 месяца. Впоследствии этот срок продлили до года, а в декабре 2013 года местные власти решили присвоить городской скульптуре статус постоянной. 14 октября 2014 года это решение было подтверждено голосованием в Парламенте района Митте. Фонд Lux-Bethlehem выступает как гарант последующего поддержания монумента на средства из различных благотворительных поступлений.
Данный мемориал – это памятник свободе сознания и иммиграции. А также это дань роли Берлина как города, принимающего иммигрантов, и его духу терпимости, ориентированному на европейское мышление. Вифлеемская кирха была построена между 1733 и 1735 годами на территории, называемой “Фридрихштадт” (в настоящее время это территория района Митте), олицетворяя собой одну из самых важных глав в истории отношений Пруссии и Богемии. Благодаря императору Фридриху Вильгельму I, беженцы из Богемии, спасаясь от религиозных преследований, были приняты и расположены на территории «Фридрихштадт” (Friedrichstadt), как и многие иммигранты других национальностей, например, французские гугеноты. Вифлеемская кирха - это символ толерантности, открытости немецкого правительства. В 1943 году церковь была сильно повреждена в результате бомбежки. В 1963 году она была окончательно снесена и на её месте были расположены строения известного Чекпойнта Чарли.
Хуан Гараисабаль называет себя иммигрантом в Берлине, городе, в котором он смог обрести свободу творить и возможность реализовать свои художественные замыслы. Его произведение «Городской Мемориал Берлина» - это дань храбрости богемским переселенцам и памятник всем иммигрантам, включая его самого, а также – признание щедрости и открытости исторической Пруссии и современных жителей Берлина. Творение скульптора – это своего рода техническое и эстетическое новшество современности, возведенное на основе героического исторического прошлого. Таким образом это произведение символизирует способность города извлечь лучшее из наследия прошлого и с уверенностью спроецировать его в настоящее. Благодаря этому Вифлеемская кирха вновь обретает свой облик и становится местом для встреч и размышлений, точкой воссоединения прошлого и настоящего, каждую ночь освещая площадь своим авангардным светом.
«Для того, чтобы понять мои творения не нужно быть эрудитом, однако соприкосновение с моим творчеством вызывает сильное желание посетить библиотеку и начать изучать архивы!».